# Långstrandberget
Långstrandberget är ett naturreservat i Ragunda kommun i Jämtlands län.
Området är naturskyddat sedan 2017 och är 74 hektar stort. Reservatet omfattar västra delen av Långstrandberget och består av gran i lägre områden och tall högre upp.